# Población El Castillo (La Pintana)
El Sector de El Castillo es un conjunto de trece poblaciones / villas en la comuna de La Pintana, ubicada en el sector sur de Santiago de Chile.
Fue creada en el marco de las reformas urbanas neoliberales durante la dictadura militar, con el fin de que fuera habitada por la población erradicada.

## Historia

### Llegada de los pobladores
La historia de El Castillo comenzó en 1979, cuando en Dictadura se autorizó el uso libre de las tierras del sector, todo este proceso se llevó a cabo bajo la Política Nacional de Desarrollo Urbano. Con esto, las construcciones se caracterizaron por ser de bajo costo y altura. 
La expansión de estos terrenos siguió la propensión del mercado, esto se refiere a que una buena calidad de vida, acompañada de sus estándares pasaran a segundo plano.
“El Castillo” comenzó a urbanizarse en 1982 a través de divisiones terrenales, las cuales fueron bautizadas en honor al militar chileno Ignacio Carrera Pinto, formando una identidad de “isla separada” del resto de la ciudad, donde sus residentes no contaban con los equipamientos y servicios necesarios para satisfacer sus necesidades básicas, dejando a El Castillo, en un tipo de situación de olvido, abandono y desconsideración.

### Años posteriores
Hasta principios del 2000, este proceso de vivienda estaba incompleto porque se entregaban casas, pero sin establecimientos educacionales y de salud para sus habitantes. Además, las políticas focalizadas se habían encargado de eliminar focos conflictivos, distribuyendo a los pobladores hacia otros sectores.
El Castillo está dividido en 13 poblaciones/villas, las cuales se caracterizan por convivir día a día con violencia, drogas, delincuencia y basurales. Por estas diversas razones este lugar está considerado dentro de los sectores más segregados del mundo.
El 22 de noviembre de 2017 el Gobierno Chileno anunció que lanzaría un plan para mejorar la calidad de vida de los habitantes de El Castillo. La iniciativa contemplaba una inversión de $30 mil millones para mejorar la infraestructura urbana y seguridad del lugar en un plazo de seis años.

### Plan integral para “El Castillo”
La Pintana le propuso un plan para mejorar “El Castillo” al Gobierno de Chile, el cual tenía un costo de $32.600 millones en un plazo de 10 años y se desarrollaría de la siguiente manera:
1. Parque la Esperanza: invertir $ 4800 millones en expropiaciones de terrenos privados abandonados y convertirlos en basurales.
2. Prevención y seguridad del entorno: 400 luminarias nuevas y reponer 850 en mal estado. Se abrirían pasajes y se ampliaría la comisaría.
3. Mejorar plazas, calles y veredas (2022-2025): 4300 millones costaría crear nuevas plazas en sitios eriazos y en el acceso Sur, además instalarían juegos infantiles en estos nuevos lugares.
4. Piscina temperada (2025-2027): En este periodo de tiempo se daría comienzo a la construcción de una piscina municipal y la obra del paseo La Primavera.  A su vez, comenzaría la demolición de blocks, departamentos y viviendas en mal estado, durante esos años debería llegar el metro a la comuna.
5. Nuevas viviendas y servicios de salud (2027-2029):Gran parte del costo del plan (37%), se usaría para llevar a cabo la demolición y relocalización de 550 hogares sociales. Por otra parte, se construiría un servicio de urgencia comunal y un centro de salud mental.[4]

## Acceso y transporte
La Avenida La Serena es uno de los ejes centrales para ingresar por el este, desde Puente Alto (también se puede llegar mediante divisiones prediales). Por otra parte también se puede llegar
por Avenida Santa Rosa desde Santiago por el norte y desde Puente Alto por el sur.
Locomoción colectiva:
- Recorridos F06 - G05 - G13 de la Red Metropolitana de Movilidad.
- Recorrido 5144 de taxis colectivos de Santiago.

El Sector El Castillo no cuenta con el Metro, Sin embargo, está planificada una estación de la futura Línea 9 del metro de Santiago que se ubicara en El Castillo, más específicamente en el cruce entre Avenida Santa Rosa y calle La Primavera. Se espera que sea inaugurada para el año 2033. Existen recorridos de Red y taxis colectivos que acercan a las estaciones Metro La Cisterna y Metro Hospital Sótero del Río.

## Seguridad
El Castillo cuenta con la Subcomisaría El Castillo y su Jefe de Unidad es un Teniente de Carabineros.